# Ludovic Mirande
Ludovic Mirande (Le Lamentin, Martinica, 6 de enero de 1977) es un exfutbolista de Martinica que jugaba en la posición de defensa.

## Carrera

### Club
| Periodo   | Club                   |
| --------- | ---------------------- |
| 2000-2005 | Assaut de Saint-Pierre |
| 2005–2006 | RC Rivière-Pilote      |
| 2007–2008 | Santana Sainte-Anne    |
| 2008–2010 | RC Rivière-Pilote      |
| 2010–2011 | AS Muret               |

### Selección nacional
Jugó para Martinica en 19 ocasiones de 2001 a 2006, participó en dos ediciones de la Copa de Oro de la Concacaf donde fue seleccionado dentro del equipo ideal del torneo en la edición de 2002.

## Logros

### Jugador
- Campeonato Nacional de Martinica (2): 2008, 2010
- Copa de Martinica (1): 2000

### Individual
- Equipo Ideal de la Copa de Oro de la Concacaf 2002.